# Kaori Icho
Kaori Icho (伊調 馨, Ichō Kaori) (Hachinohe, 13 juni 1984) is een vrouwelijke Japanse worstelaar. Zij heeft tal van kampioenschappen en olympische titels vrije stijl op haar naam geschreven. Icho is de recordhouder met vier olympische gouden medailles bij het worstelen.
Haar zus Chiharu Icho is ook worstelaar.

## Titels
- Wereldkampioene vrije stijl tot 63 kg - 2002, 2003, 2005, 2006, 2007. 2010, 2011 en 2013.
- Olympisch kampioene vrije stijl tot 63 kg - 2004, 2008 en 2012.
- Aziatisch kampioene vrije stijl tot 63 kg - 2004, 2005, 2008 en 2011.
- Wereldkampioene student vrije stijl tot 63 kg - 2005.
- Wereldkampioene vrije stijl tot 58 kg - 2014 en 2015.
- Aziatisch kampioene vrije stijl tot 58 kg - 2015
- Olympisch kampioene vrije stijl tot 58 kg - 2016.

2004: Kaori Icho ·
2008: Kaori Icho ·
2012: Kaori Icho ·
2016: Risako Kawai ·
2020: Yukako Kawai
2004: Saori Yoshida ·
2008: Saori Yoshida ·
2012: Saori Yoshida ·
2016: Kaori Icho ·
2020: Risako Kawai ·
2024: Tsugumi Sakurai
- Bibliotheek van het Japanse parlement: 001242195
- Virtual International Authority File: 1110147425878645040004